# Loza (biljni rod)
Loza (lat. Vitis), biljni rod biljaka penjačica iz porodice lozovki (Vitaceae), red lozolike (vitales) rasprostranjen uglavnom na sjevernoj hemisferi. Znanost o uzgoju vinove loze, odnosno roda vitis, naziva se vitikultura, a o njezinom glavnom proizvodu, vinu, enologija.
Osnovno obilježje roda vitis i porodice vitaceae su vitice koje im služe za penjanje. Vitis je od deset rodova najvažniji rod iz velike porodice lozica (Ampelideae, Vitaceae) u koliko ih je svrstala suvremena je ampelografska znanost. Dva su podroda i to Euvitis Planch. (76 vrsta, od kojih je 30 američkih, 45 istočnoazijskih i samo jedna euroazijska: domaća, plemenita loza Vitis vinifera) i Muscadinia Planch. (2 vrste) čije je križanje i umjetnim i prirodnim putem zbog različitog kariotipa (broj kromosoma u ćelijama; karakterističan je za svaku biološku vrstu) i nepodudarnosti kromosoma nemoguće.
Oko dvadeset vrsta u rodu Vitis uzgaja se zbog ploda. Vrsta Vitis vinifera obuhvaća između 17 000 i 20 000 odlika koje je teško razlučiti zbog velikoga broja istoznačnica iste odlike a različita smjera i intenziteta morfoloških promjena (osnova za takvo razvrstavanje) u različitim agroekološkim uvjetima. Danas to rješava molekularna kemija i genska identifikacija putem DNK. Samo 500 od tih gospodarski je značajan za svjetsko vinogradarstvo. Znanost preporučuje čuvanje svih ostalih u tzv. banci gena.

## Vrste
1. Vitis acerifolia Raf.
2. Vitis aestivalis Michx.
3. Vitis amazonica (Linden) G. Nicholson
4. Vitis amurensis Rupr.
5. Vitis arizonica Engelm.
6. Vitis baileyana Munson
7. Vitis balansana Planch.
8. Vitis bashanica P.C.He
9. Vitis bellula (Rehder) W.T. Wang
10. Vitis berlandieri Planch.
11. Vitis betulifolia Diels & Gilg
12. Vitis biformis Rose
13. Vitis bloodwothiana Comeaux
14. Vitis bourgaeana Planch.
15. Vitis bryoniifolia Bunge
16. Vitis californica Benth.
17. Vitis chontalensis Seem.
18. Vitis chunganensis Hu
19. Vitis chungii F.P. Metcalf
20. Vitis cinerea (Engelm.) Engelm. ex Millardet
21. Vitis cissoides (Blume) Backer
22. Vitis coignetiae Pulliat ex Planch.
23. Vitis cordifolia Lam.
24. Vitis davidii (Rom.Caill.) Foëx
25. Vitis enneaphylla (Vell.) Eichler
26. Vitis erythrophylla W.T. Wang
27. Vitis fengqinensis C.L. Li
28. Vitis figariana (Webb) Baker
29. Vitis flexuosa Thunb.
30. Vitis girdiana Munson
31. Vitis hancockii Hance
32. Vitis heyneana Roem. & Schult.
33. Vitis hui W.C. Cheng
34. Vitis jacquemontii R. Parker
35. Vitis jinggangensis W.T. Wang
36. Vitis jinzhainensis X.S. Shen
37. Vitis labrusca L.
38. Vitis labruscana L.H. Bailey
39. Vitis lanceolatifoliosa C.L. Li
40. Vitis linsecomii Buckley
41. Vitis longquanensis P.L. Chiu
42. Vitis luochengensis W.T. Wang
43. Vitis menghaiensis C.L. Li
44. Vitis mengziensis C.L. Li
45. Vitis monticola Buckley
46. Vitis mustangensis Buckley
47. Vitis nesbittiana Comeaux
48. Vitis × novae-angliae Fernald (pro sp.)
49. Vitis papillosa (Blume) Backer
50. Vitis piasezkii Maxim.
51. Vitis pilosonerva F.P. Metcalf
52. Vitis popenoei J.L. Fennell
53. Vitis pseudoreticulata W.T. Wang
54. Vitis pubescens (Schltdl.) Miq.
55. Vitis retordii Rom. Caill. ex Planch.
56. Vitis rhomboidea (E. Mey. ex Harv.) Szyszył.
57. Vitis romanetii Rom. Caill.
58. Vitis rotundifolia Michx.
59. Vitis rufotomentosa Small
60. Vitis rupestris Scheele
61. Vitis ruyuanensis C.L. Li
62. Vitis shenxiensis C.L. Li
63. Vitis shuttleworthii House
64. Vitis silvestrii Pamp.
65. Vitis sinocinerea W.T. Wang
66. Vitis sinuata (Pursh) G. Don
67. Vitis thunbergii Siebold & Zucc.
68. Vitis tiliifolia Humb. & Bonpl. ex Schult.
69. Vitis treleasei Munson ex L.H. Bailey
70. Vitis tsoi Merr.
71. Vitis tsukubana (Makino) Maekawa
72. Vitis unifoliata (Harv.) Kuntze
73. Vitis vinifera L.
74. Vitis vulpina L.
75. Vitis wenchowensis C. Ling
76. Vitis wilsoniae H.J. Veitch
77. Vitis wuhanensis C.L. Li
78. Vitis yuenlingensis W.T. Wang
79. Vitis zhejiang-adstricta P.L. Chiu